# Assises du socialisme
Les Assises du socialisme sont un débat organisé les 12 et 13 octobre 1974 dans la foulée de la dynamique de bon score de François Mitterrand à l'élection présidentielle de mai 1974 entre le Parti socialiste et des groupes proches du PS. 

## Déroulement
Les Assises du socialisme se tiennent à Paris, dans les locaux de l'Hôtel PLM Saint-Jacques.
Leur réussite permet l'entrée de nombreux militants de la direction du Parti socialiste unifié comme Michel Rocard et Robert Chapuis, du syndicat CFDT comme Jacques Chérèque et Pierre Héritier, et de militants divers (Vie nouvelle, Groupes d'action municipale, Objectif socialiste, etc.).
Après le rassemblement réussi au Congrès d'Épinay, les Assises poursuivent le mouvement d'unification de la diversité socialiste au sein du PS. L'apport de nombreux militants ouvriers, formés eux-mêmes dans le catholicisme social (JOC, JEC, APF…) enrichit la diversité du parti et lui permet de renforcer son implantation dans des régions où il était traditionnellement faible (Bretagne, Lorraine…).
La première journée des Assises est présidée par André Jeanson, ancien président de la CFDT et cofondateur d'Objectif socialiste avec Robert Buron. La seconde a pour président l'écrivain Régis Debray.

## Sources
- Les Assises du socialisme ou l’échec d’une tentative de rénovation d’un parti